# Vekoslava Žerdin
Lojzka (Vekoslava) Žerdin, slovenska plesalka, koreografinja in pedagoginja, * 23. februar 1933, Ljubljana, † avgust 2020.
[In memoriam Lojzka Žerdin (1933-2020)] ŽENA IZ OTOKA, 🇸🇮slovenska plesna umetnica in pedagoginja
Kot nadarjena plesalka je postala poslednja diplomantka Mary Wigman v Berlinu in si pridobila naziv diplomirani pedagog za umetniški ples.Med letoma 1970 in 1990 je poučevala Umetnost giba na Akademiji za gledališče, radio, film in televizijo (AGRFT) v Ljubljani. 𝗨𝗻𝗶𝘃𝗲𝗿𝘇𝗮 𝘃 𝗟𝗷𝘂𝗯𝗹𝗷𝗮𝗻𝗶 𝗷𝗶 𝗷𝗲 𝗹𝗲𝘁𝗮 𝟮𝟬𝟭𝟭 𝗽𝗼𝗱𝗲𝗹𝗶𝗹𝗮 𝘇𝗹𝗮𝘁𝗼 𝗽𝗹𝗮𝗸𝗲𝘁𝗼 𝘇𝗮 𝗶𝘇𝗷𝗲𝗺𝗻𝗲 𝘇𝗮𝘀𝗹𝘂𝗴𝗲 𝗽𝗿𝗶 𝗿𝗮𝘇𝘃𝗶𝗷𝗮𝗻𝗷𝘂 𝘇𝗻𝗮𝗻𝘀𝘁𝘃𝗲𝗻𝗲𝗴𝗮, 𝗽𝗲𝗱𝗮𝗴𝗼𝘀̌𝗸𝗲𝗴𝗮 𝗶𝗻 𝘂𝗺𝗲𝘁𝗻𝗶𝘀̌𝗸𝗲𝗴𝗮 𝘂𝘀𝘁𝘃𝗮𝗿𝗷𝗮𝗻𝗷𝗮.

## Življenje in delo
V Berlinu je študirala umetniški ples ter iz njega in plesne pedagogike  diplomirala (1968). Strokovno se je med drugim izpoplnjevaja v Dresdnu, Moskvi, Leningradu (sedaj Sankt Peterburg), na Dunaju in Gradcu. Kot plesna pedagoginja se je 1960 zaposlila v ljubljanskem Pionirskem domu in na Srednji glasbeni in baletni šoli (1963-1966), od 1970-1991 pa je na AGRFT poučevala umetnost giba, od 1984 kot izredna profesorica. Kot plesalka sodobnega plesa in koreografinja je ustvarila  samostojni slog v slovenskem sodobnem plesu in se uveljavila na samostojnih nastopih in recitalih. Mdr. je prejela zlato plaketo Univerze v Ljubljani.